# Коле Арзо (Кампобасо)
Коле Арзо је насеље у Италији у округу Кампобасо, региону Молизе.
Према процени из 2011. у насељу је живело 102 становника. Насеље се налази на надморској висини од 573 м.